# 死區

死區是指系統不動作的輸入信號範圍

死區（deadband、dead zone）有時也稱為中性區（neutral zone）或不作用區，是指控制系統的传递函数中，對應輸出為零的輸入信號範圍。像伺服驅動器中就會有死區來避免因為反覆的致能-不致能循環而造成的振盪（在比例控制系統中稱為hunting）。在機械系統中也有類似死區的概念，例如齒轮組中的背隙。

死區運算子的輸入及輸出

## 稳压器
在一些變電站中有稳压器維持電壓在一定的範圍內，規格中就會有一個稳压器不會更動電壓的電壓範圍，例如112V至118V（死區為6V）或是215至225V（死區為10V）。

## 背隙

背隙是機械系統中的死區

齒轮中的背隙就是一種死區。當齒轮咬合恰好在背隙時，不論輸入軸正轉或是反轉，輸出軸都不會動作。等咬合不在背隙時，輸出軸才會隨著輸入軸而動作。例如輸入軸先順時針旋轉，再逆時針旋轉，在順時針旋轉切換為逆時針時，輸出軸會短暫一小段時間不動作，之後才會動作，這就是背隙的效果。像導螺桿都會有背隙，因此會有死區，在位置控制（特別是CNC系統）中需考慮其影響。若機構中沒有背隙消除裝置，控制器可以在更改方向時，在位置上自動加上背隙的量，以補償背隙的影響。

## 遲滯及死區
遲滯現象和死區不同，遲滯現象本身只有二個狀態，沒有類似死區不動作的狀態。遲滯現象類似系統有「記憶」，在某一條件下會維持之前的輸出值，像單態的自動調溫器以及煙霧警報器都是遲滯效應的例子。

### 自動調溫器
簡單的自動調溫器就有遲滯效應，例如自動調溫器設定在溫度低於18度時就會自動打開暖爐，在溫度高於22度時就會自動關閉暖爐，則18度到22度之間就是遲滯範圍，系統會維持原來的輸出狀態。
若自動調溫器設定單一溫度，而且自動控制冷氣及暖氣系統，就會在目標溫度附近有死區的設定。死區的溫度下限略高於暖氣系統啟動的溫度，死區的溫度上限略低於冷氣系統啟動的溫度，因此在死區範圍內，冷氣系統及暖氣系統都不會動作。

### 警報器
煙霧探測器中也有遲滯現象，例如煙霧探測器設定當煙霧程度超過x時啟動警報，當煙霧程度低於y時解除警報，煙霧探測器會回動恢復到正常狀態，x和y之間的範圍就是遲滯效應的區間。